# Vera Dajht-Kralj
Vera Dajht-Kralj (rođena: Vera Deucht) (Zagreb, 11. prosinca 1928. – 16. svibnja 2014.), poznata hrvatska kiparica.

## Životopis
Vera Dajht-Kralj je rođena 11. prosinca 1928., u Zagrebu u židovskoj obitelji koja se nastanila u Hrvatsku iz Mađarske prije 200 godina. Prabaka, s majčine strane obitelji, Dajht-Kralj se rodila se u slavnoj židovskoj obitelji Schwartz iz koje potječu brojni zagrebački uglednici poput skladatelja, dirigenta i dugogodišnjeg profesora  Hrvatskog glazbenog zavoda Antuna Schwartza. Djed, s očeve strane obitelji, Dajht-Kralj je bio trgovac, kao i njezin otac koji je nakon mature na zagrebačkoj Trgovačkoj akademiji završio tehničku školu u Njemačkoj. Otac joj je po povratku u Zagreb naslijedio trgovinu od svojega oca, a poslije je sam otvorio veliku ciglanu u Dugom Selu. Otac Dajht-Kralj je bio blizak prijatelj dr. Aleksandra Lichta s kojim je zajedno osnovao cionističku organizaciju u Zagrebu. Nezadovoljan što kajkavci njegovo izvorno prezime Deucht nikako nisu uspijevali točno izgovoriti, otac Dajht-Kralj je odlučio fonetizirati prezime i otada se cijela obitelj počela potpisivati s Dajht. Zbog mudrosti njezina oca, tijekom Drugog svjetskog rata i Holokausta, Dajht-Kralj se s obitelji 1941. godine uspjela iz Zagreba prebaciti u talijansku okupacijsku zonu u Crikvenici. Cijela obitelj Dajht je ipak bila internirana u logor Kraljevica. Srećom svi su preživjeli, te su ih nakon kapitulacije Italije partizani prebacili na oslobođeni teritorij preko Vratnika u Liku.
Dajht-Kralj je diplomirala na Akademiji likovnih umjetnosti u Zagrebu kod Frane Kršinića i Antuna Augustinčića. 1953. završila je postdiplomski studij na pariškoj Académie des Beaux-Arts. Članica je Hrvatskog društva likovnih umjetnika od 1955. Od 1952. godine do danas, Dajht-Kralj je izlagala na više od sedamdeset samostalnih i grupnih izložaba u domovini i inozemstvu. Također je do današnjeg danas izradila deset spomenika, i predložila je idejna rješenja za dvadeset skulptura smještenih na javnim površinima diljem Zagreba. Njezina skulptura "Prozor" je 1991. godine prihvaćena kao idejno rješenje i postavljena je u Tkalčićevoj ulici u Zagrebu. Radila je i nakit u tehnici elektroformiranog i emajliranog bakra.
O njezinoj ostavštini brine se udruga Živi atelje Dajht Kralj koja djeluje u ateljeu u Ilici 110 u Zagrebu, gdje je Dajht-Kralj radila veći dio života.